# غريدي كلاي
غريدي كلاي (بالإنجليزية: Grady Clay) هو صحفي أمريكي، ولد في 1916 في أتلانتا في الولايات المتحدة، وتوفي في 17 مارس 2013 في لويفيل في الولايات المتحدة.